# Linia kolejowa 171 Zvolen – Diviaky
Linia kolejowa nr 171 – linia kolejowa na Słowacji o długości 67 km, łącząca Zwoleń z Diviaky. Jest to linia jednotorowa oraz niezelektryfikowana.